# Sichone Malozo
Sichone Malozo (* 13. August 1978) ist ein sambischer Politiker der Patriotic Front (PF).

## Leben
Malozo, der nach verschiedenen Aus- und Fortbildungen als Entwicklungsplaner tätig war, wurde als Kandidat der Patriotic Front (PF) bei der Wahl am 20. September 2011 erstmals zum Mitglied der Nationalversammlung Sambias gewählt sowie bei der Wahl am 11. August 2016 wiedergewählt und vertritt dort den Wahlkreis Isoka.
Im November 2012 wurde er von Präsident Michael Sata als Provinzminister für die Ostprovinz in dessen Kabinett berufen. Nach dem Tode Satas am 28. Oktober 2014 behielt er dieses Amt auch im Kabinett dessen kommissarischen Nachfolgers Guy Scott sowie im Kabinett von Edgar Lungu, der am 25. Januar 2015 das Amt des Präsidenten übernahm. Nach der Wahl vom 11. August 2016 wurde er bei einer Kabinettsumbildung im August 2016 nunmehr zum Provinzminister für die Provinz Muchinga ernannt, während Makebi Zulu als sein Nachfolger neuer Provinzminister für die Ostprovinz wurde.